# Jodid amonný
Jodid amonný je chemická sloučenina se vzorcem NH4I. Používá se v chemikáliích pro barevnou fotografii a v některých léčivých přípravcích. Lze ho připravit reakcí kyseliny jodovodíkové a amoniaku: NH3 + HI → NH4I. Je dobře rozpustný ve vodě (rozpouští se také v ethanolu, acetonu a vodném roztoku amoniaku; je nerozpustný v diethyletheru), ze které krystalizuje do podoby krychlových krystalů. Na vlhkém vzduchu se barví žlutě vzhledem k rozkladu, při kterém vzniká jód.